# انتقال بی‌سیم برق

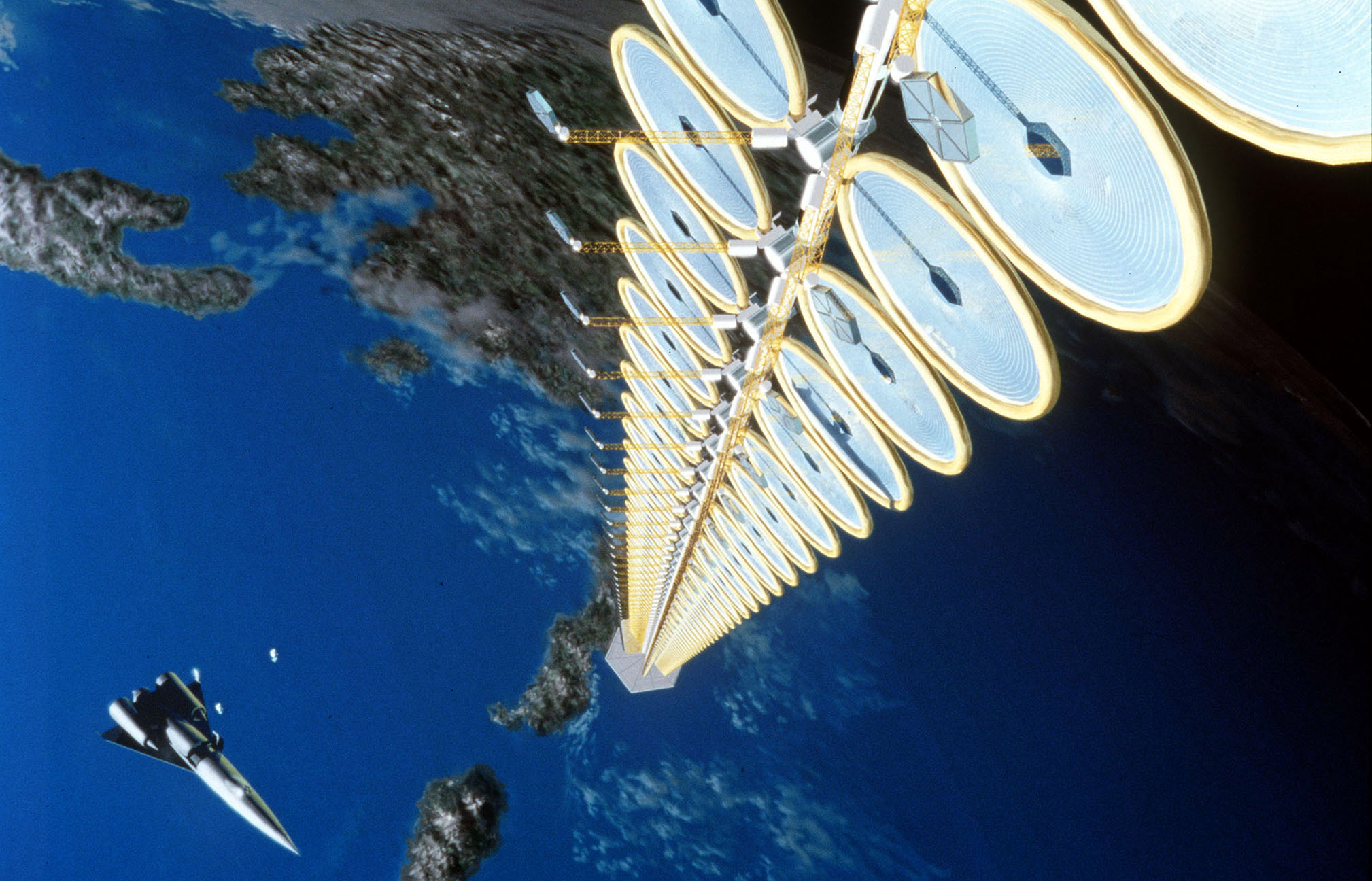
یک انگاشت هنری از یک ماهواره خورشیدی که می‌تواند انرژی را به صورت بی‌سیم به یک بشقاب فضایی یا سطح سیاره بفرستد.

انتقال بدون سیم انرژی یا انتقال توان بی‌سیم فرایندی است که در آن انتقال انرژی الکتریکی از منبع به بار بدون اتصال سیم انجام می‌شود. موارد استفاده از این فرایند انتقال هنگامی است که انتقال انرژی لحظه‌ای و مداوم مورد نیاز است در حالی که استفاده سیم‌های انتقال نامناسب و پر خطر یا غیرممکن است. تفاوت انتقال انرژی بی‌سیم با انتقال اطلاعات به صورت بی‌سیم در این است که در انتقال توان راندمان مهمتر است در حالی که در انتقال اطلاعات مهم‌ترین عامل نسبت سیگنال به نویز است. متداول‌ترین شکل انتقال بی‌سیم انرژی با استفاده از القای الکترومغناطیسی، ماکروویو و لیزرها هستند.
.